# Chantal Mouffe
Chantal Mouffe (Charleroi, 17 giugno 1943) è una politologa belga.

## Biografia
Insegna all'Università di Westminster nel Regno Unito. È nota per essere la coautrice del libro Hegemony and Socialist Strategy (Egemonia e Strategia Socialista) insieme al collega Ernesto Laclau, considerato uno dei testi che ispirò i fondatori del partito politico spagnolo Podemos, Pablo Iglesias Turrión e Íñigo Errejón. L'orientamento di Mouffe e Laclau è spesso descritto come post-marxista e di chiara ispirazione gramsciana. Entrambi sono stati coinvolti nel movimento di protesta studentesco negli anni '60 ed erano attivisti politici; in particolare la Mouffe, femminista, si definisce come una donna a cui importa credere nell'uguaglianza dei sessi, in perfetto stile femminista Simone de Beauvoir. Nel libro si rigetta l'idea di un determinismo economico tipica del marxismo ortodosso e la nozione di lotta di classe. Si ipotizza invece l'instaurazione di una radicale democrazia del pluralismo antagonistico nella società, all'interno della quale si possano esprimere tutti i conflitti sociali.